# Österreich-Zwerggeißklee
Der Österreich-Zwerggeißklee (Cytisus austriacus, Syn.: Chamaecytisus austriacus), auch Österreichischer Zwerggeißklee und Österreichischer Zwergginster genannt, ist eine Pflanzenart aus der Gattung Geißklee (Cytisus) innerhalb der Familie der Hülsenfrüchtler (Fabaceae).

## Beschreibung

### Vegetative Merkmale
Der Österreich-Zwerggeißklee ist eine ausdauernde holzige Pflanze, die Wuchshöhen von meist 30 bis 70 Zentimetern erreicht. Der aufrechte Stängel ist dicht anliegend silber-grau behaart.
Die schraubig angeordneten Laubblätter sind in Blattstiel und -spreite gegliedert. Die Blattspreite ist dreizählig gefingert. Die ganzrandigen Blättchen sind unterseits dicht anliegend grau behaart, von verkehrteiförmig-elliptischer bis lanzettlicher Form und ein- bis fünfmal so lang wie breit. Das Endblättchen ist kaum größer als die Seitenblättchen.

### Generative Merkmale
Die Blütezeit des Österreich-Zwerggeißklee reicht in Mitteleuropa von Juni bis Oktober. Die Blüten stehen meist zu zweit bis zu acht in endständigen, kurzen traubigen Blütenständen an den Langtrieben. Der Blütenstiel ist höchstens halb so lang wie der Kelch.
Die zwittrigen Blüten sind zygomorphe Schmetterlingsblüten und kürzer als 2 Zentimeter. Der röhrige Kelch ist mehr als doppelt so lang wie breit. Die gelben Kronblätter sind untereinander frei. Die Fahne ist auf der Außenseite mehr oder weniger dicht flaumig behaart und ohne dunklen Fleck. Das Schiffchen ist kürzer als Fahne und Flügel und bewimpert aber sonst kahl. Es sind zehn Staubblätter sowie ein oberständiger Fruchtknoten mit einem leicht aufstrebend gekrümmten Griffel mit einer Narbe vorhanden.
Die Frucht ist eine Hülsenfrucht.

### Chromosomenzahl
Die Chromosomenzahl beträgt 2n = 48, 50 oder 100.

## Ökologie
Beim Österreich-Zwerggeißklee handelt es sich um einen Chamaephyten.

## Vorkommen
Der Österreich-Zwerggeißklee hat ihr natürliches Verbreitungsgebiet im östlichen Mitteleuropa, in Ost- und Südosteuropa sowie in Westasien und im Kaukasusraum. Im deutschsprachigen Raum ist der Österreich-Zwerggeißklee nur in Österreich indigen.
In Österreich tritt der Österreich-Zwerggeißklee nur im pannonischen Gebiet in den Bundesländern Wien, Niederösterreich, dem Burgenland und möglicherweise in Oberösterreich zerstreut bis selten auf trockenen Hängen und Halbtrockenrasen in der collinen Höhenstufe auf. Der Österreich-Zwerggeißklee gilt in Österreich als „gefährdet“. Er steigt in Niederösterreich bis zu einer Höhenlage von 470 Meter und in Ungarn bis 750 Meter auf. Er wächst oft über Löss.

## Systematik
Die Erstveröffentlichung von Cytisus austriacus erfolgte 1763 durch Carl von Linné in Species Plantarum, 2. Auflage, Band 2, Seite 1042. Ein Synonym ist Chamaecytisus austriacus (L.) Link.
Je nach Autor gibt es einige Unterarten und Varietäten:
- Cytisus austriacus L. subsp. austriacus: Sie kommt von Tschechien und Österreich bis Russland und in die Türkei vor.[6]
- Cytisus austriacus subsp. heuffelii (Wierzb.) Asch. & Graebn.: Sie kommt in Österreich, in Ungarn, in der früheren Tschechoslowakei und im früheren Jugoslawien, in Rumänien, Bulgarien und Griechenland vor.[6]
- Cytisus austriacus subsp. microphyllus (Boiss.) Boiss.: Sie kommt in Bulgarien und Griechenland vor.[6]
- Cytisus austriacus subsp. pygmaeus (Willd.) Briq. (Syn.: Cytisus pygmaeus Willd.): Sie kommt in Bulgarien, im früheren Jugoslawien und in der Türkei vor.[6]
- Cytisus austriacus var. rochelii (Wierzb.) Cristof.: Sie kommt in Bulgarien, Rumänien, im früheren Jugoslawien, in Moldau und in der Ukraine vor.[6]
- Cytisus austriacus var. stefanoffii Stoj. (Syn.: Chamaecytisus austriacus subsp. stefanoffii (Stoj.) Kuzmanov): Sie kommt in Rumänien vor.

## Bilder

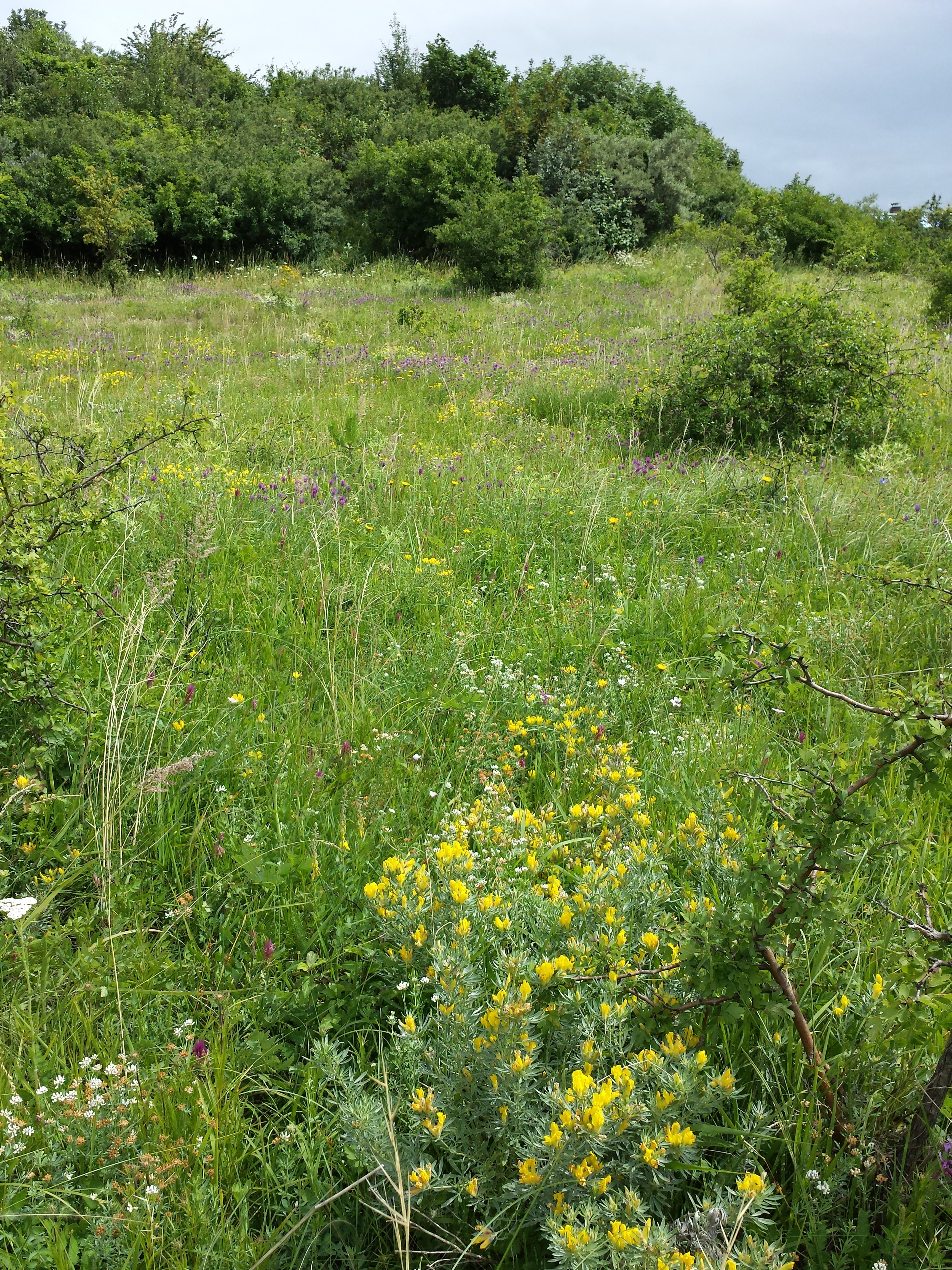
Natürliches Vorkommen auf einem Halbtrockenrasen in Niederösterreich
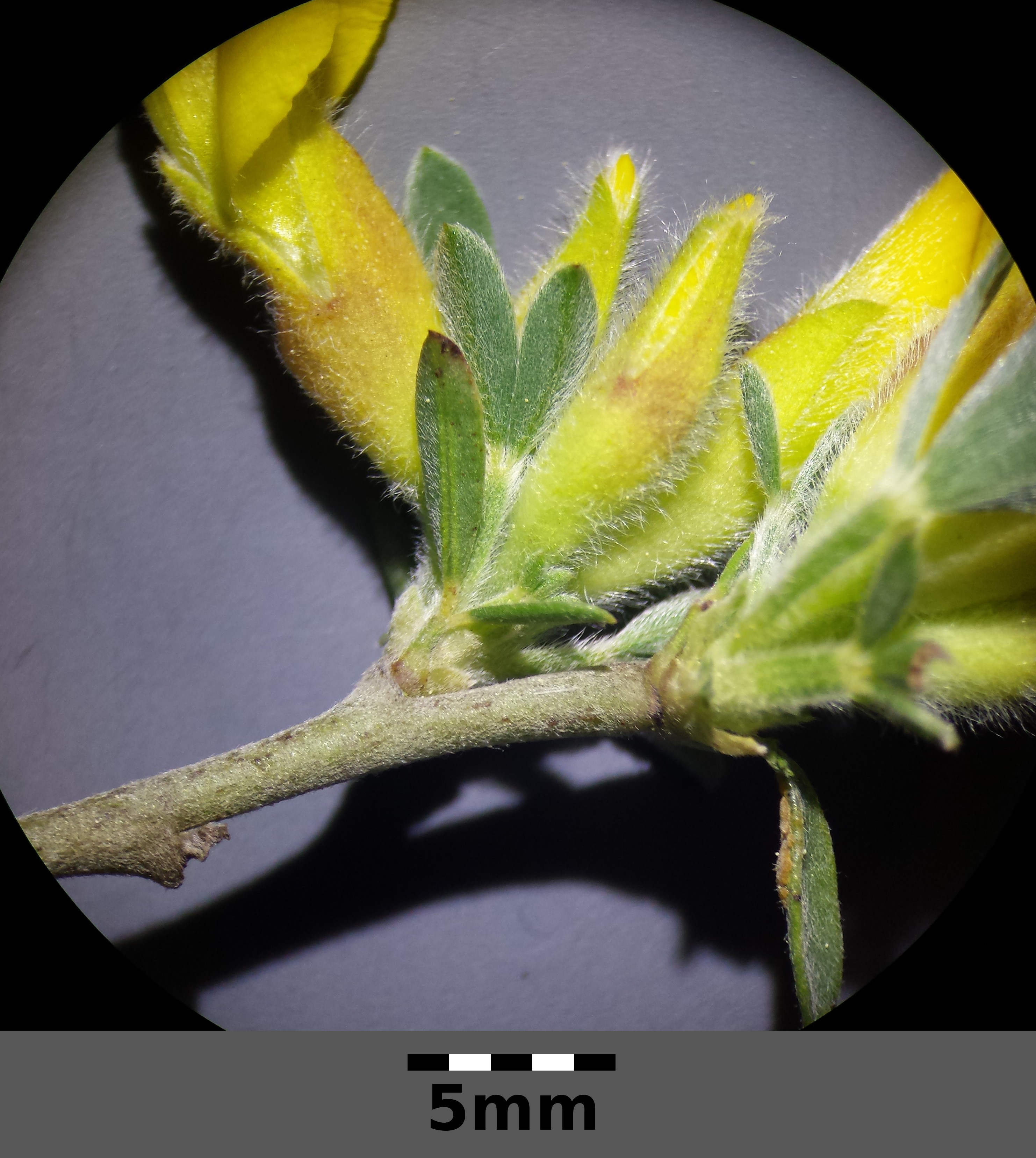
Der Stängel ist dicht anliegend silbergrau behaart.
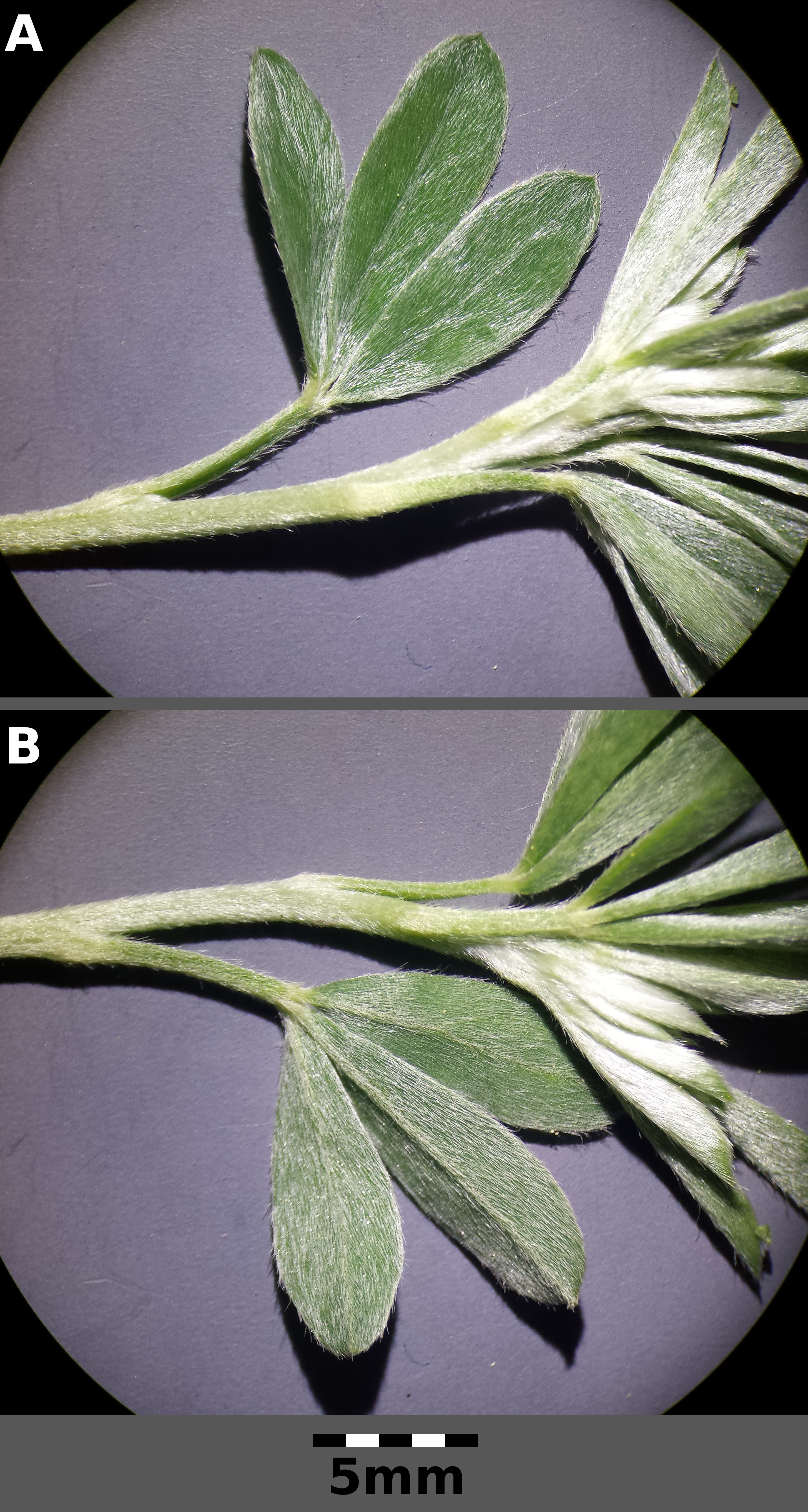
Die Laubblätter sind unterseits (B) dicht anliegend grau behaart.
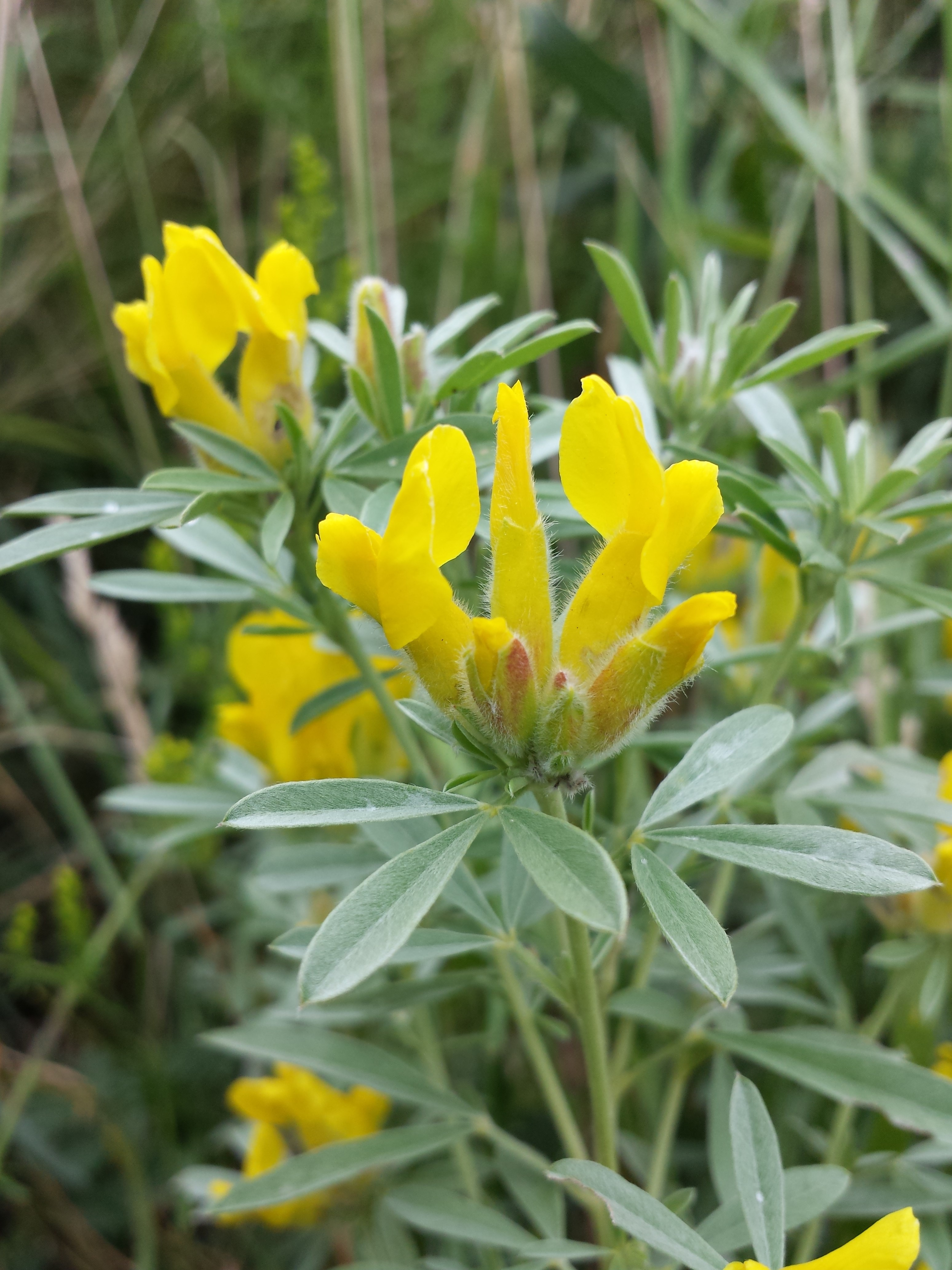
Blütenstand, die Fahnen der Blüten weisen meist keinen dunklen Fleck auf.
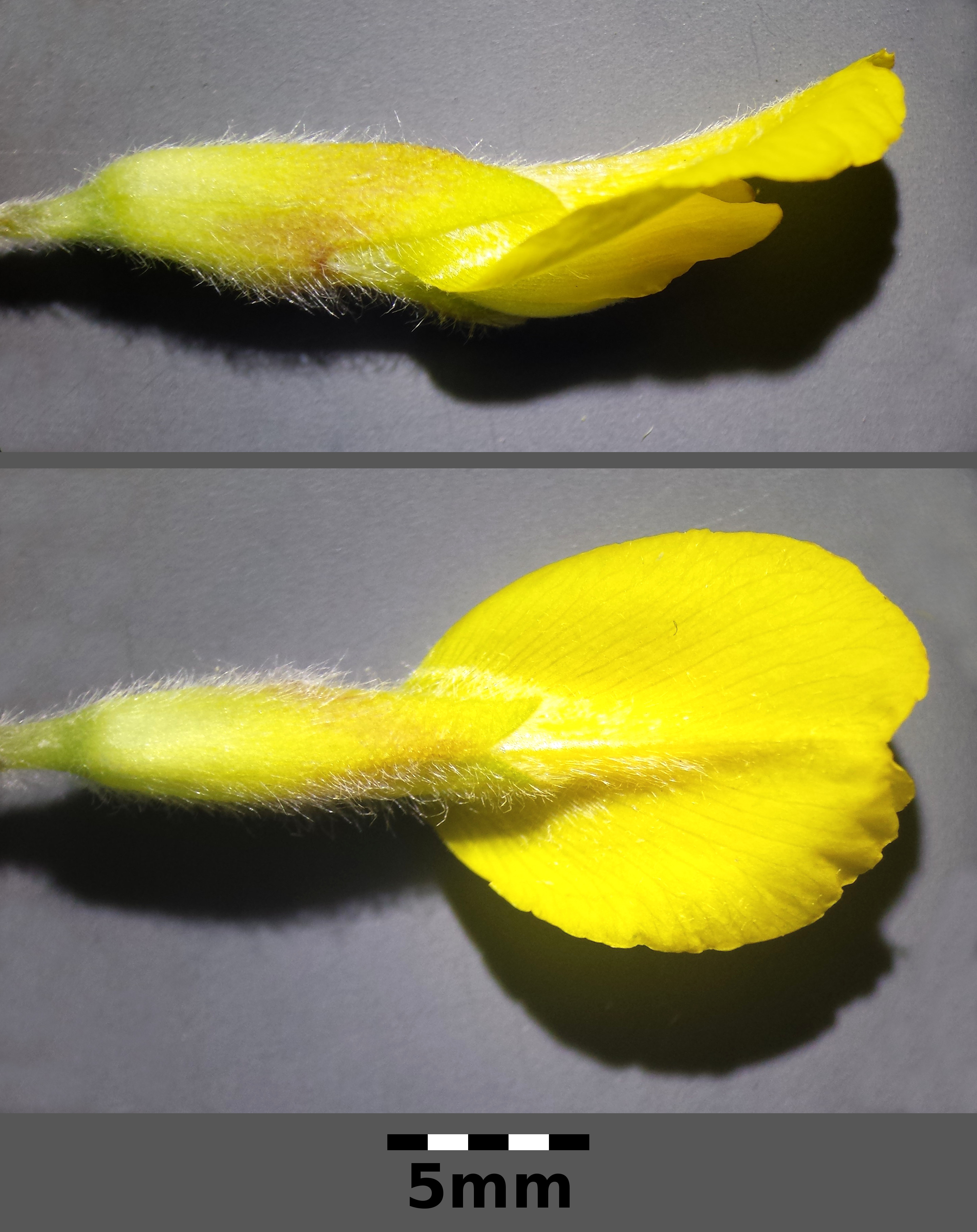
Blüte, die Fahne ist außen seidig behaart.
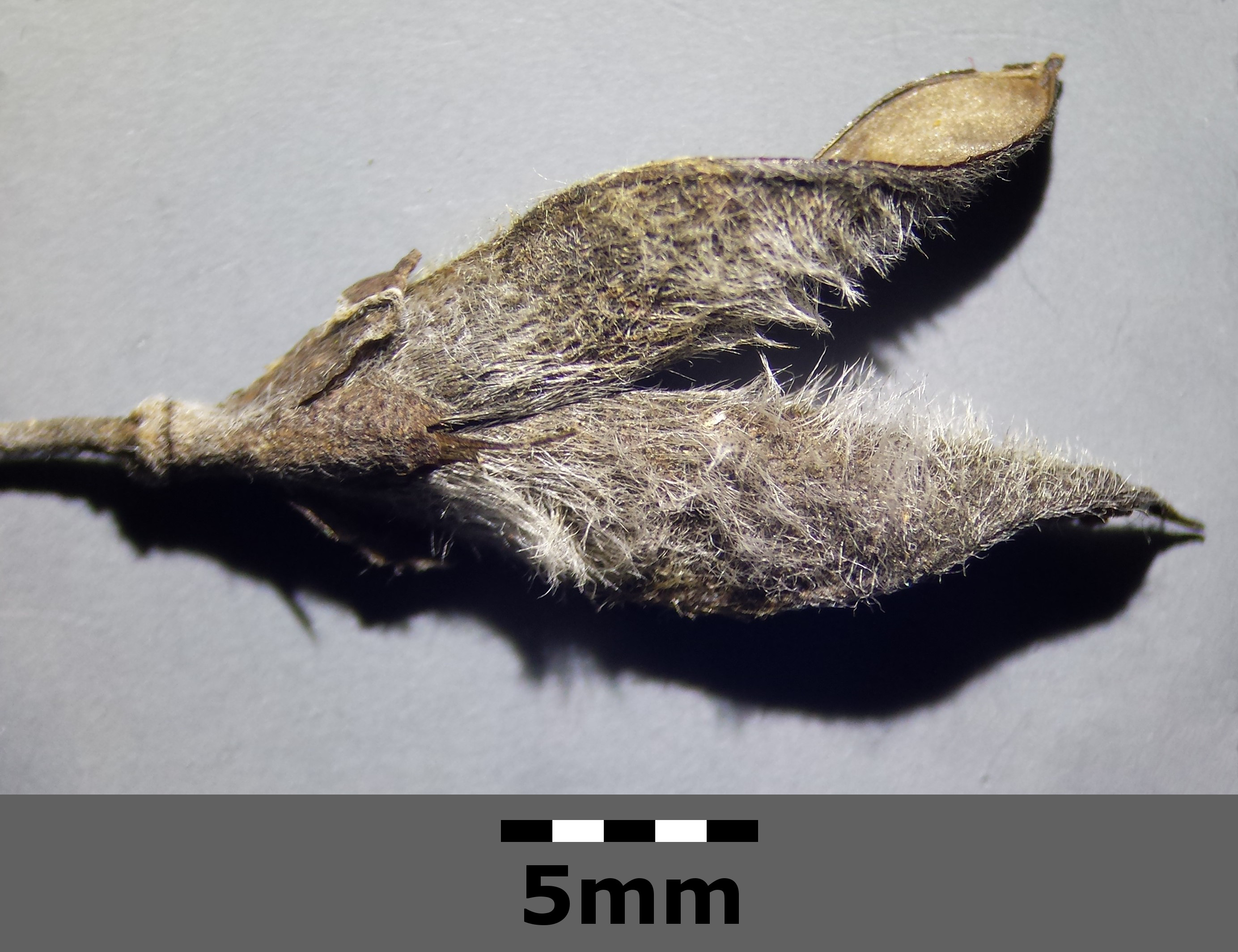
Die Früchte sind außen zottig behaart.
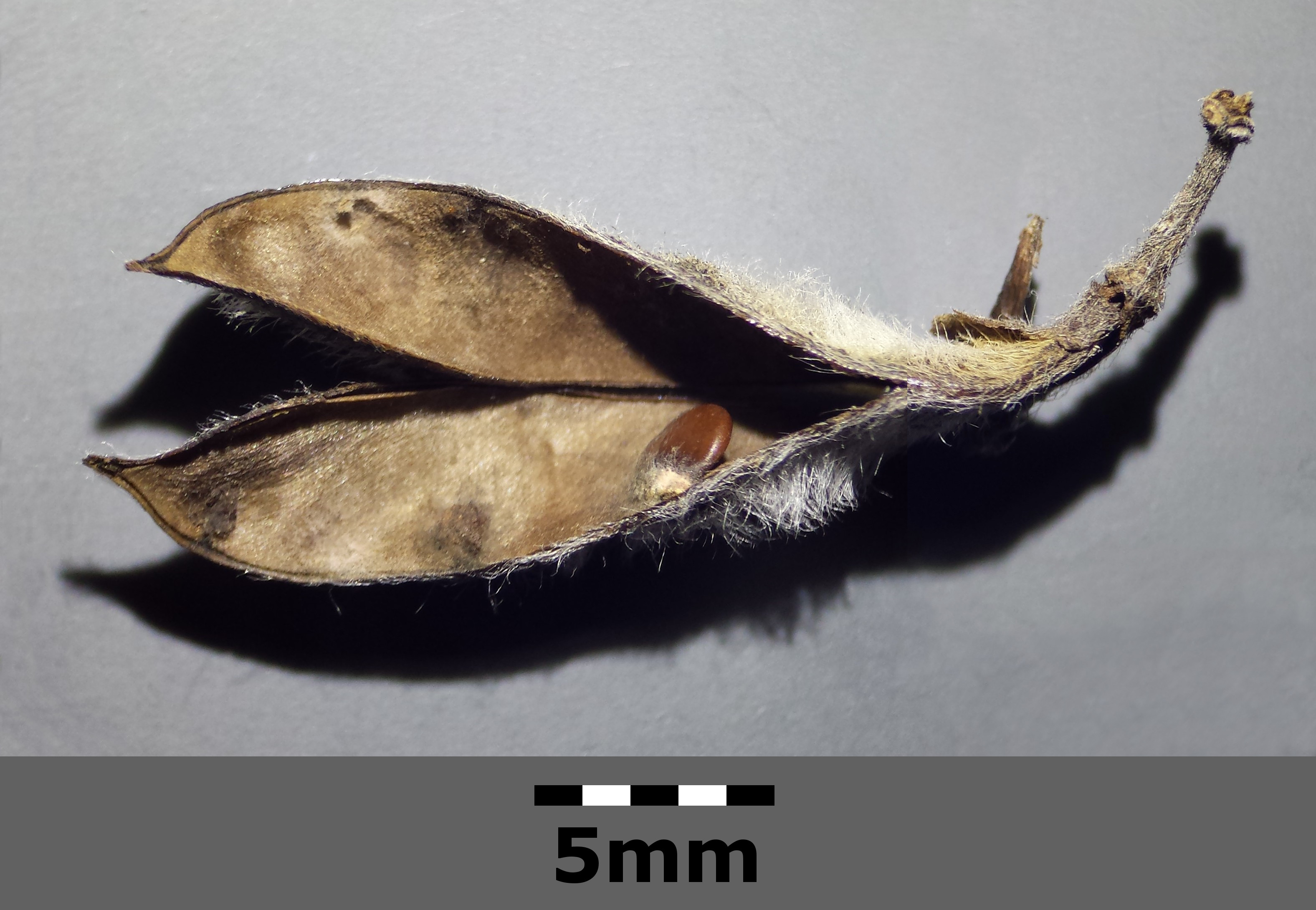
Geöffnete Hülsenfrucht mit einem Samen
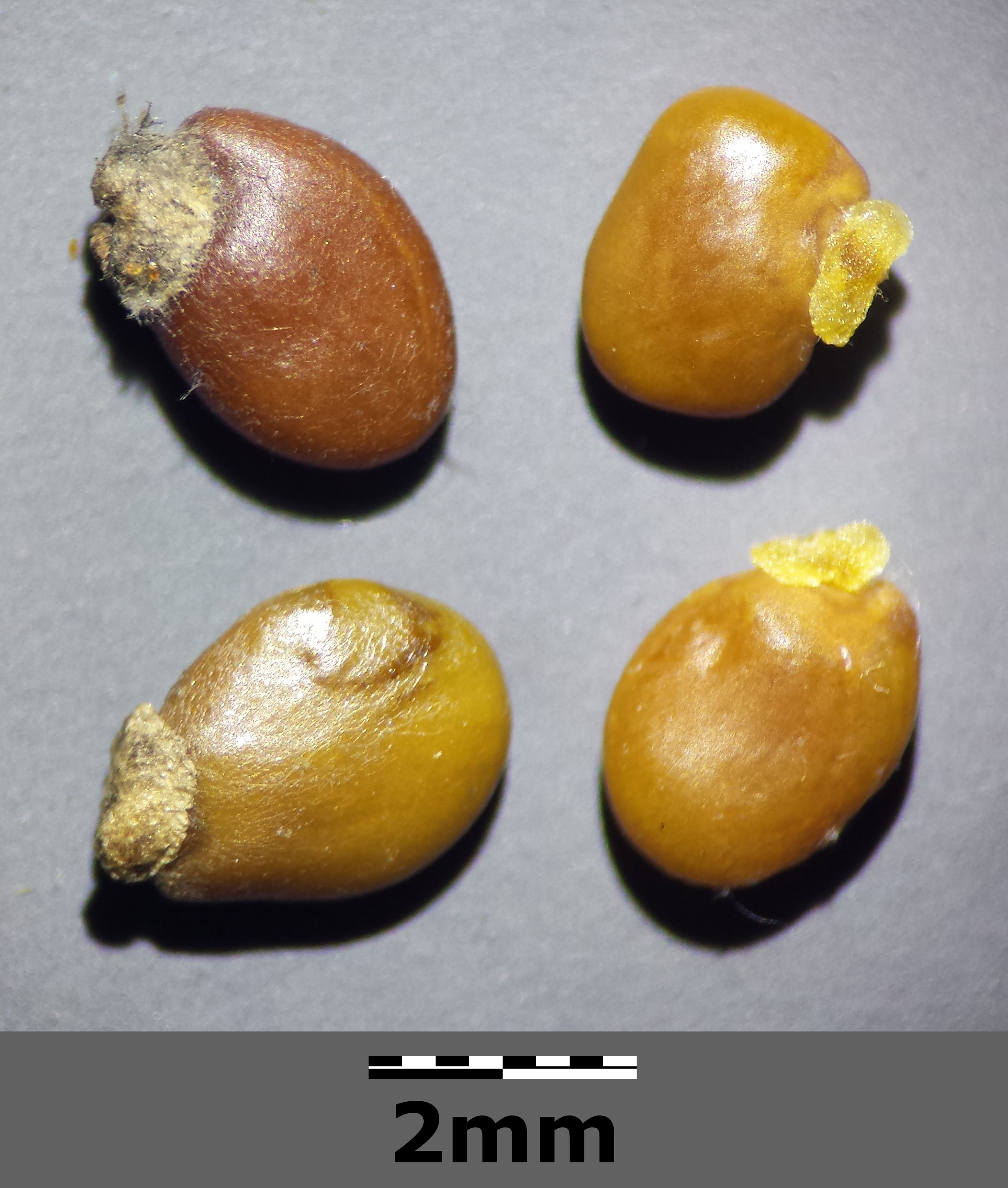
Samen